# ТЕС Ларес
ТЕС Ларес – теплова електростанція у Португалії.
У 2009 році на майданчику станції ввели в дію два однотипні парогазові блоки комбінованого циклу потужністю по 431 МВт, у кожному з яких одна газова турбіна живить через котел-утилізаторів одну парову турбіну. Паливна ефективність ТЕС становить 57,8%.
Як паливо використовують природний газ, що надходить до промислової зони в райні Фігейра-да-Фош по перемичці від газового хабу Лейрія, що надає доступ до ресурсу з трубопроводів Сінеш – Лейрія та Кампо-Майор – Лейрія. При роботі у проектному режимі ТЕС потребує 0,72 млрд м3 газу на рік.
Для видалення продуктів згоряння кожен блок отримав димар заввишки 63 метра.
Для охолодження використовують воду із річки Мондегу.
Видача продукції відбувається під напругою 400 кВ.